# Lysimachia delavayi
Lysimachia delavayi är en viveväxtart som beskrevs av Adrien René Franchet. Lysimachia delavayi ingår i släktet lysingar, och familjen viveväxter. Inga underarter finns listade i Catalogue of Life.